# Australian Open 1983
Wielkoszlemowy turniej tenisowy Australian Open w 1983 roku rozegrano w Melbourne w dniach 29 listopada - 12 grudnia.

## Zwycięzcy

### Gra pojedyncza mężczyzn
- Mats Wilander (SWE) - Ivan Lendl (TCH) 6:3, 6:3, 6:2

### Gra pojedyncza kobiet
- Martina Navrátilová (TCH) - Kathryn Jordan (USA) 6:2, 7:6(5)

### Gra podwójna mężczyzn
- Mark Edmondson (AUS)/Paul McNamee (AUS) - Steve Denton (USA)/Sherwood Stewart (USA) 6:3, 7:6

### Gra podwójna kobiet
- Martina Navrátilová (TCH)/Pamela Shriver (USA) - Anne Hobbs (GBR)/Wendy Turnbull (AUS) 6:4, 6:7, 6:2

### Gra mieszana
Nie rozegrano turnieju par mieszanych